# Монталдо Роеро
Монталдо Роеро (итал. Montaldo Roero) је насеље у Италији у округу Кунео, региону Пијемонт.
Према процени из 2011. у насељу је живело 253 становника. Насеље се налази на надморској висини од 358 м.

## Становништво
Према резултатима пописа становништва 2011. у општини је живело 872 становника.
| 1936. | 1951. | 1961. | 1971. | 1981. | 1991. | 2001. | 2011. |
| ----- | ----- | ----- | ----- | ----- | ----- | ----- | ----- |
| 1.667 | 1.319 | 1.100 | 1.068 | 892   | 860   | 866   | 872   |